# 631 Філіппіна
631 Філіппіна (631 Philippina) — астероїд головного поясу, відкритий 21 березня 1907 року Августом Копфом у Гейдельберзі.